# Rodney Dangerfield
Jacob Rodney Cohen, más conocido como Rodney Dangerfield y también como Jack Roy (22 de noviembre de 1921 - 5 de octubre de 2004), fue un comediante estadounidense, actor, artista de voz, productor, guionista, músico y autor, conocido por su autodestructivo humor de one-liners, su eslogan "¡No recibo ningún respeto!" y sus monólogos sobre ese tema. 
Comenzó su carrera trabajando como comediante en los centros turísticos Borscht Belt de las Montañas de Catskill al norte del estado de Nueva York. Su actuación creció en notoriedad cuando se convirtió en un pilar de los programas de entrevistas nocturnos durante los años sesenta y setenta, y eventualmente se convirtió en un acto principal en el circuito de los casinos de Las Vegas. Tuvo algunas partes pequeñas en películas, como The Projectionist, a lo largo de la década de 1970, pero su mayor éxito se produjo en 1980 como un gran golfista novedoso y rico en la comedia coral Caddyshack, que fue seguido por dos películas más exitosas: Easy Money en 1983 y Regreso a la escuela en 1986. El trabajo cinematográfico adicional lo mantuvo ocupado durante el resto de su vida, principalmente en comedias, pero con un raro papel dramático en Natural Born Killers, de 1994, como un padre abusivo. Los problemas de salud redujeron su producción a principios de la década de 2000 antes de su muerte en 2004, después de un mes en coma debido a complicaciones de una cirugía de válvula cardíaca.

## Primeros años
Rodney Dangerfield nació como Jacob Rodney Cohen en Babylon, en el condado de Suffolk, Long Island, Nueva York. Era hijo de padres judíos, Dorothy "Dotty" Teitelbaum y el intérprete vaudevilliano Phillip Cohen, cuyo nombre artístico era Phil Roy. Su madre nació en el Imperio austrohúngaro. El padre de Cohen rara vez estaba en casa; Normalmente lo vería solo dos veces al año.
Después de que el padre de Cohen abandonó a la familia, su madre lo trasladó a él y a su hermana a Kew Gardens, Queens, y asistió a la preparatoria Richmond Hill, donde se graduó en 1939. Para mantenerse a sí mismo ya su familia, vendió periódicos y helados en la playa y vendío comestibles.
A la edad de 15 años, comenzó a escribir para comediantes mientras actuaba en un resort en Ellenville, Nueva York. Luego, a la edad de 19 años, cambió legalmente su nombre a Jack Roy. Luchó financieramente durante nueve años, en un momento en el que se desempeñó como camarero cantante hasta que fue despedido. También se desempeñó como buceador acrobático antes de aceptar un trabajo en la venta de revestimientos de aluminio a mediados de la década de 1950 para apoyar a su esposa y su familia. Más tarde dijo que era tan poco conocido cuando abandonó el mundo del espectáculo que "en el momento en que renuncié, ¡yo era el único que sabía que renuncié!"

## Carrera

### Carrera temprana
A principios de la década de 1960 comenzó a recorrer lo que sería un largo camino hacia la rehabilitación de su carrera como animador, aún trabajando como vendedor durante el día. Se divorció de su primera esposa, Joyce, en 1961, y regresó al escenario, actuando en muchos hoteles en las montañas Catskill, pero aun así tuvo un éxito mínimo. Se endeudó (alrededor de $ 20,000 según su propio cálculo) y no pudo ser reservado. Como él bromearía más tarde, "jugué en un club — estaba muy lejos, mi actuación fue revisada en Field & Stream".
Se dio cuenta de que lo que le faltaba era una "imagen", una persona en el escenario bien definida con la que las audiencias pudieran relacionarse, una que lo distinguiera de otros cómicos. Después de ser rechazado por algunos lugares de comedia de primer nivel, regresó a su casa donde comenzó a desarrollar un personaje para el que nada sale bien. 
Tomó el nombre de Rodney Dangerfield, que había sido usado como el nombre cómico de una falsa estrella de vaqueros por Jack Benny en su programa de radio al menos desde el 21 de diciembre de 1941, y más tarde como un seudónimo de Ricky Nelson en el Programa de televisión Las aventuras de Ozzie y Harriet. El personaje de Benny, que también recibió poco o ningún respeto del mundo exterior, fue una gran inspiración para Dangerfield mientras estaba desarrollando su propio personaje de comedia. El programa "Biografía" también cuenta la vez que Benny visitó Dangerfield detrás del escenario después de una de sus actuaciones. Durante esta visita, Benny lo felicitó por el desarrollo de un personaje y estilo de comedia tan maravilloso. Sin embargo, Jack Roy siguió siendo el nombre legal de Dangerfield, como mencionó en varias entrevistas. Durante una sesión de preguntas y respuestas con el público en el álbum No Respect, Dangerfield bromeó diciendo que su nombre real era Percival Sweetwater.

### Carrera profesional
El domingo, 5 de marzo de 1967, The Ed Sullivan Show necesitaba un reemplazo de último minuto para otro acto, y Dangerfield se convirtió en el éxito sorpresa del programa. 
Dangerfield comenzó a encabezar shows en Las Vegas y continuó haciendo apariciones frecuentes en The Ed Sullivan Show. También se convirtió en miembro habitual de The Dean Martin Show y apareció en The Tonight Show con un total de 35 veces. Una de sus bromas como comediante fue: “Entré en un bar el otro día y pedí una bebida. El camarero dice: 'No puedo servirte'. Yo dije: '¿Por qué no? ¡Tengo más de 21!' Él dijo: 'Eres demasiado feo'. Como siempre dije, 'chico, te lo digo, no tengo respeto por aquí'”. La frase "sin respeto" vendría a definir su acto en los años siguientes. 
En 1969, Rodney Dangerfield se unió con el viejo amigo Anthony Bevacqua para construir el club de comedia de Dangerfield en la ciudad de Nueva York, un lugar en el que ahora podía actuar de manera regular sin tener que viajar constantemente. El club se convirtió en un gran éxito y ha estado en funcionamiento continuo durante casi 50 años. Dangerfield's fue el escenario de varios programas de HBO que ayudaron a popularizar muchos cómics, como Jerry Seinfeld, Jim Carrey, Tim Allen, Roseanne Barr, Robert Townsend, Jeff Foxworthy, Sam Kinison, Bill Hicks, Rita Rudner, Andrew Dice Clay, Louie Anderson, Dom Irrera y Bob Saget. 
Su álbum de comedia de 1980, No Respect, ganó un premio Grammy. Uno de sus especiales de televisión presentó un número musical, "Rappin 'Rodney", que aparecería en su álbum de seguimiento de 1983, Rappin' Rodney. En diciembre de 1983, el sencillo de "Rappin 'Rodney" se convirtió en uno de los primeros discos de rap de Hot 100, y el video asociado fue uno de los primeros éxitos de MTV.El video mostraba las apariciones de Don Novello como último sacerdote de ritos comiendo la última comida rápida de Rodney en un recipiente de espuma de poliestireno y Pat Benatar como un verdugo enmascarado que tiraba del nudo de un ahorcado. Los dos aparecen en una secuencia de sueños donde Dangerfield está condenado a morir y no recibe ningún respeto, incluso en el Cielo, ya que las puertas se cierran sin que se le permita entrar.

### Pico de la carrera
Aunque su carrera como actor había comenzado mucho antes en películas oscuras como The Projectionist (1971), La carrera de Dangerfield alcanzó su punto máximo a principios de los 80, cuando comenzó a actuar en películas de comedia. 
Una de las actuaciones más memorables de Dangerfield fue en la comedia de golf Caddyshack en 1980, en la que interpretó a un desagradable promotor inmobiliario nouveau riche que estuvo invitado en un club de golf, donde se enfrentó con el juez Elihu Smails (interpretado por Ted Knight). Su papel fue inicialmente más pequeño, pero como él y sus compañeros del reparto Chevy Chase y Bill Murray demostraron ser expertos en improvisación, sus roles se expandieron enormemente durante el rodaje (para gran disgusto de algunos de sus compañeros de reparto). Su aparición en Caddyshack lo llevó a protagonizar papeles en Easy Money y Back to School. A diferencia de su personaje de stand up, sus personajes de comedia cinematográfica fueron representados como exitosos y generalmente populares, si bien aún sonados, descarados y detestados por la elite adinerada. 
A lo largo de la década de 1980, Dangerfield también apareció en una serie de comerciales para la cerveza Miller Lite, incluyendo uno en el que varias celebridades que habían aparecido en los anuncios tenían un partido de bolos. Con el marcador empatado, después de que un barbudo Ben Davidson le dijera a Rodney: "Todo lo que necesitamos es un alfiler, Rodney", la bola de Dangerfield se fue por el carril y rebotó perpendicularmente en el alfiler principal, aterrizando en el canalón sin derribar ninguno de los pines. 
En un cambio de ritmo de la personalidad de la comedia que lo hizo famoso, interpretó a un padre abusivo en Natural Born Killers en una escena en la que escribió o reescribió todas sus propias líneas.
Dangerfield fue rechazado por ser miembro de la Academia de la Película en 1995 por el jefe de la Sección de Actores de la Academia, Roddy McDowall. Después de las protestas de los fanáticos, la Academia reconsideró, pero Dangerfield se negó a aceptar la membresía. 
Dangerfield apareció en un episodio de The Simpsons titulado "Burns, Baby Burns", en el que interpretó a un personaje que es esencialmente una parodia de su propia persona, el hijo de Mr. Burns, Larry Burns. También apareció como él mismo en un episodio de Mejoras para el hogar. 
Dangerfield también apareció en la película de 2000 Adam Sandler, Little Nicky, interpretando a Lucifer, el padre de Satanás (Harvey Keitel) y el abuelo de Nicky (Sandler). 
Fue reconocido por la Institución Smithsonian, que exhibió una de sus camisas blancas y corbatas rojas de marca registrada. Cuando le entregó la camisa al curador del museo, Rodney bromeó: "Tengo la sensación de que vas a usar esto para limpiar el avión de Lindbergh".
Dangerfield jugó un papel importante en el ascenso al estrellato del comediante Jim Carrey. En la década de 1980, después de ver a Carrey actuar en la Comedy Store de Los Ángeles, Rodney contrató a Carrey para que abriera para el espectáculo de Dangerfield en Las Vegas. Los dos harían una gira juntos durante unos dos años más.

## Vida personal
Dangerfield se casó dos veces con Joyce Indig. Juntos, la pareja tuvo dos hijos: su hijo Brian Roy (nacido en 1949) y su hija Melanie Roy-Friedman. Desde 1993 hasta su muerte, estuvo casado con Joan Child.
En 1980, Rodney compartió un apartamento en el Upper East Side de Manhattan con un ama de llaves, su caniche, Keno, y su amigo más cercano de 30 años, Joe Ancis. Joe también era amigo de Lenny Bruce y tenía una gran influencia en él, y era un hombre surrealista, rápido y divertido, que nunca podría actuar frente a extraños.
A Dangerfield le molestaba que lo confundieran con su personaje en el escenario. Aunque su esposa Joan lo describió como "elegante, caballeroso, sensible e inteligente", menudo se lo trataba como el perdedor que jugaba. En su autobiografía de 2004, No es fácil, Bein 'Me: Una vida sin respeto, pero con mucho sexo y drogas ( ISBN 0-06-621107-7)
Dangerfield, aunque era judío, se refirió a sí mismo como ateo durante una entrevista con Howard Stern el 25 de mayo de 2004. Dangerfield agregó que él era un ateo "lógico".

## Años posteriores y muerte

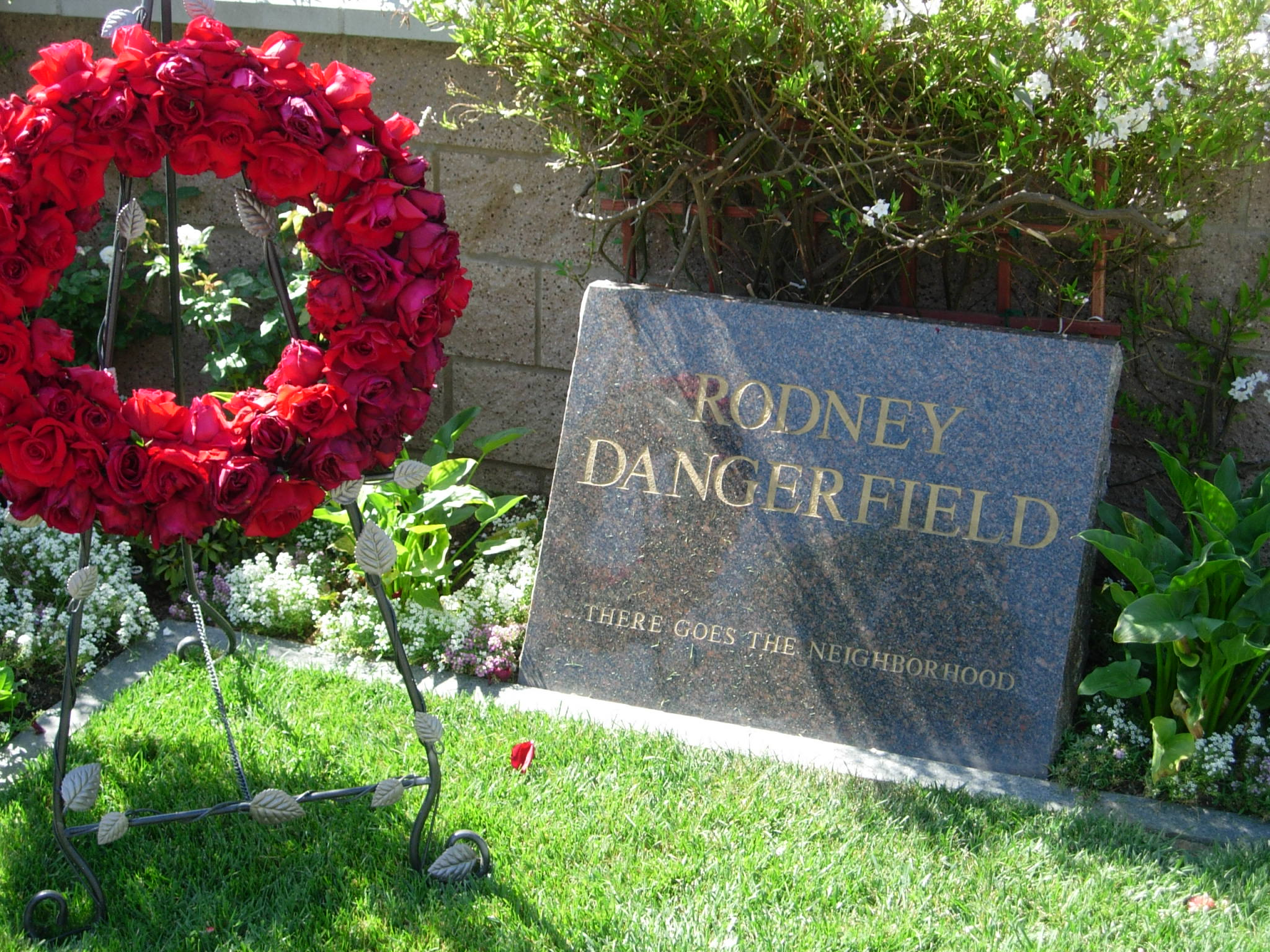
Lápida de Dangerfield en Westwood Village Memorial Park Cemetery

El 22 de noviembre de 2001 (80 años de edad), Dangerfield sufrió un ataque cardíaco leve mientras estaba en el escenario de Tonight Show. Durante la estadía en el hospital de Dangerfield, el personal estaba molesto por haber fumado marihuana en su habitación. Pero regresó al Tonight Show un año más tarde, actuando en su 81 cumpleaños.
El 8 de abril de 2003, Dangerfield se sometió a una cirugía cerebral para mejorar el flujo sanguíneo en preparación para la cirugía de reemplazo valvular en una fecha posterior. La cirugía cardíaca se llevó a cabo el 24 de agosto de 2004. Al ingresar al hospital, pronunció otra característica de one-liners cuando le preguntaron cuánto tiempo estaría hospitalizado: "Si todo va bien, alrededor de una semana. Si no, alrededor de una hora y media".
En septiembre de 2004, se reveló que Dangerfield había estado en coma durante varias semanas. Después, comenzó a respirar por su cuenta y muestra signos de conciencia cuando es visitado por amigos. Sin embargo, murió inesperadamente el 5 de octubre de 2004 en el Centro Médico de la UCLA, un mes y medio antes de cumplir 83 años, por complicaciones de la cirugía que se había sometido en agosto. Dangerfield fue enterrado en el cementerio Westwood Village Memorial Park en Los Ángeles. Su lápida dice: "Rodney Dangerfield Ahí va el barrio".
Joan Child realizó un evento en el que la palabra "respeto" se había adornado en el cielo, mientras que a cada invitado se le dio una mariposa monarca en vivo para una ceremonia de liberación de mariposas dirigida por Farrah Fawcett.

## Legado
La División de Neurocirugía de UCLA nombró un conjunto de salas de operaciones con su nombre y le otorgó el "Premio Rodney por el Respeto", que su viuda presentó a Jay Leno el 20 de octubre de 2005. Fue presentado en nombre de la Escuela de Medicina David Geffen / División de Neurocirugía en UCLA en su 2005 Visionary Ball. Otros galardonados con el "Rodney Respect Award" incluyen a Tim Allen (2007), Jim Carrey (2009), Louie Anderson (2010), Bob Saget (2011) y Chelsea Handler (2012).
En su memoria, Saturday Night Live realizó un breve boceto de Dangerfield (interpretado por Darrell Hammond) a las puertas del cielo. San Pedro menciona que escuchó que Dangerfield no recibió ningún respeto en la vida, lo que incita a Dangerfield a escupir una cadena completa de sus famosos de one-liners. Después de que termina, le pregunta por qué San Pedro estaba tan interesado. San Pedro responde: "Sólo quería escuchar esas bromas una vez más" y lo lleva al cielo, lo que llevó a Dangerfield a declarar con alegría: "¡Por fin! ¡Un poco de respeto!”
El 10 de septiembre de 2006, las leyendas de Comedy Central: Rodney Dangerfield conmemoraron su vida y legado. Los comediantes destacados incluyeron a Adam Sandler, Chris Rock, Jay Leno, Ray Romano, Roseanne Barr, Jerry Seinfeld, Bob Saget, Jerry Stiller, Kevin Kline y Jeff Foxworthy.
En 2007, un tatuaje de Rodney Dangerfield estaba entre los tatuajes de celebridades más populares en los Estados Unidos.
En The Tonight Show con Jay Leno, el 29 de mayo de 2009, Leno reconoció a Dangerfield por popularizar el estilo de broma que había estado usando durante mucho tiempo. El formato de la broma es que el comediante le dice a un compañero qué tan malo es algo, y el compañero — en este caso, el guitarrista Kevin Eubanks — establece la broma preguntando qué tan malo es ese algo.
A partir del 12 de junio de 2017, la Academia de Teatro de Los Angeles City College fue sede de la primera clase de The Rodney Dangerfield Institute of Comedy. La clase es una clase de comedia stand-up que es impartida por la comediante Joanie Willgues, también conocida como Joanie Coyote.
En agosto de 2017, se instaló una placa en honor a Dangerfield en Kew Gardens, su antiguo vecindario de Queens.

## Filmografía

### Películas
| Título                       | Año  | Acreditado como | Acreditado como | Acreditado como | Acreditado como            | Notas                                                                              | Ref(s) |
| Título                       | Año  | Actor           | Productor       | Escritor        | Rol (es)                   | Notas                                                                              | Ref(s) |
| ---------------------------- | ---- | --------------- | --------------- | --------------- | -------------------------- | ---------------------------------------------------------------------------------- | ------ |
| The Killing                  | 1956 | No acreditado   |                 |                 | Espectador                 |                                                                                    | [ 45 ] |
| The Projectionist            | 1971 | Sí              |                 |                 | Renaldi / The Bat          |                                                                                    | [ 46 ] |
| Caddyshack                   | 1980 | Sí              |                 | No acreditado   | Al Czervik                 | Diálogo adicional (no acreditado)                                                  | [ 47 ] |
| Easy Money                   | 1983 | Sí              |                 | Sí              | Monty Capuletti            |                                                                                    |        |
| Back to School               | 1986 | Sí              |                 | Sí              | Thornton Melon             |                                                                                    |        |
| Moving                       | 1988 | No acreditado   |                 |                 | Loan Broker                |                                                                                    |        |
| Rover Dangerfield            | 1991 | Sí              | Sí              | Sí              | Rover Dangerfield          | Voz, Productor ejecutivo, Basada en una idea de, Guion, Argumento desarrollado por |        |
| Ladybugs                     | 1992 | Sí              |                 |                 | Chester Lee                |                                                                                    |        |
| Natural Born Killers         | 1994 | Sí              |                 | No acreditado   | Ed Wilson, Papá de Mallory | Diálogo adicional (no acreditado)                                                  | [ 48 ] |
| Casper                       | 1995 | No acreditado   |                 |                 | Rodney Dangerfield         |                                                                                    |        |
| Meet Wally Sparks            | 1997 | Sí              | Sí              | Sí              | Wally Sparks               |                                                                                    |        |
| Casper: A Spirited Beginning | 1997 | Sí              |                 |                 | Alcalde Johnny Hunt        |                                                                                    |        |
| The Godson                   | 1998 | Sí              |                 |                 | The Rodfather              |                                                                                    |        |
| Rusty: A Dog's Tale          | 1998 | Sí              |                 |                 | Bandit el conejo           | Voz                                                                                |        |
| Pirates: 3D Show             | 1999 | No acreditado   |                 |                 | Tripulante bajo cubierta   |                                                                                    |        |
| My 5 Wives                   | 2000 | Sí              | Sí              | Sí              | Monte Peterson             |                                                                                    |        |
| Little Nicky                 | 2000 | Sí              |                 |                 | Lucifer                    |                                                                                    |        |
| The 4th Tenor                | 2002 | Sí              |                 | Sí              | Lupo                       |                                                                                    |        |
| Back by Midnight             | 2005 | Sí              |                 | Sí              | Jake Puloski               |                                                                                    |        |
| Angels with Angles           | 2005 | Sí              |                 |                 | Dios                       |                                                                                    |        |

### Televisión
| Título                                              | Año       | Acreditado como | Acreditado como | Acreditado como | Acreditado como                                                    | Notas | Ref(s) |
| Título                                              | Año       | Actor           | Productor       | Guionista       | Papel(es)                                                          | Notas | Ref(s) |
| --------------------------------------------------- | --------- | --------------- | --------------- | --------------- | ------------------------------------------------------------------ | --- | ------ |
| The Ed Sullivan Show                                | 1967–1971 | Sí              |                 |                 | El mismo                                                           | 17 apariciones                                                                                             | [ 12 ] |
| The Tonight Show Starring Johnny Carson             | 1969–1992 | Sí              |                 |                 | Él mismo                                                           | 35 veces                                                                                                   |        |
| The Dean Martin Show                                | 1972–1973 | Sí              |                 | No acreditado   | Él mismo                                                           | Colaborador regular                                                                                        | [ 49 ] |
| Benny and Barney: Las Vegas Undercover              | 1977      | Sí              |                 |                 | Mánager                                                            | |        |
| The Rodney Dangerfield Show: It's Not Easy Bein' Me | 1982      | Sí              |                 | Sí              | El mismo / Varios                                                  | |        |
| Rodney Dangerfield: I Can't Take It No More         | 1983      | Sí              |                 | Sí              | El mismo / Varios                                                  | |        |
| Rodney Dangerfield: It's Not Easy Bein' Me          | 1986      | Sí              |                 | Sí              | Él mismo                                                           | |        |
| Rodney Dangerfield: Nothin' Goes Right              | 1988      | Sí              |                 | Sí              | Él mismo                                                           | |        |
| Where's Rodney                                      | 1990      | Sí              |                 |                 | Él mismo                                                           | Piloto sin vender                                                                                          |        |
| The Earth Day Special                               | 1990      | Sí              |                 |                 | Dr. Vinny Boombatz                                                 | |        |
| Rodney Dangerfield's The Really Big Show            | 1991      | Sí              |                 | Sí              | Él mismo                                                           | |        |
| Rodney Dangerfield: It's Lonely at the Top          | 1992      | Sí              | No acreditado   | Sí              | Él mismo                                                           | |        |
| In Living Color                                     | 1993      | Sí              |                 |                 | Él mismo                                                           | Temporada 4, Episodio 18                                                                                   |        |
| The Tonight Show with Jay Leno                      | 1995–2004 | Sí              |                 |                 | Él mismo                                                           | Invitado frecuente                                                                                         |        |
| The Simpsons                                        | 1996      | Sí              |                 |                 | Larry Burns                                                        | Voz del hijo de Mr. Burns, Larry Burns, en el episodio "Burns, Baby Burns"                                 |        |
| Suddenly Susan                                      | 1996      | Sí              |                 |                 | Artie                                                              | Interpreta a Artie, un técnico en electrodomésticos que muere mientras le está arreglando el horno a Susan |        |
| Home Improvement                                    | 1997      | Sí              |                 |                 | Él mismo                                                           | |        |
| Rodney Dangerfield's 75th Birthday Toast            | 1997      | Sí              | No acreditado   | Sí              | El mismo                                                           | |        |
| Dr. Katz, terapeuta profesional                     | 1997      | Sí              |                 |                 | Él mismo                                                           | Voz en el episodio "Day Planner"                                                                           |        |
| The Electric Piper                                  | 2003      | Sí              |                 |                 | Rat-A-Tat-Tat                                                      | Voz |        |
| Phil of the Future                                  | 2004      | Sí              |                 |                 | Max the Dog                                                        | Voz de Max the Dog en el episodio "Doggie Daycare"                                                         |        |
| Still Standing                                      | 2004      | Sí              |                 |                 | Ed Bailey                                                          | Temporada 3, Episodio 2                                                                                    |        |
| Rodney                                              | 2004      | Sí              |                 |                 | Él mismo                                                           | Episodio emitido poco después de su muerte                                                                 |        |
| George Lopez                                        | 2004      |                 |                 |                 | "\|Leave it to Lopez" - Agente de seguros - Episodio dedicado a él | |        |

## Discografía

### Los álbumes
| Título                                         | Año       | Notas   |
| ---------------------------------------------- | --------- | ------- |
| El Perdedor / Qué hay en un nombre (reedición) | 1966/1977 |         |
| No consigo ningún respeto                      | 1970      |         |
| Sin respeto                                    | 1980      | # 48 US |
| Rappin 'Rodney                                 | 1983      | # 36 US |
| La contessa                                    | 1995      |         |
| Romeo Rodney                                   | 2005      |         |
| Los mejores bits                               | 2008      |         |

### Recopilación de discos
| Título                                                                          | Año  | Notas |
| ------------------------------------------------------------------------------- | ---- | ----- |
| Maestros del siglo XX - La colección Millennium: Lo mejor de Rodney Dangerfield | 2005 |       |

## Premios y nominaciones
| Año  | Premio                           | Categoría                                              | Trabajo                                     | Resultado | Ref.. |
| ---- | -------------------------------- | ------------------------------------------------------ | ------------------------------------------- | --------- | ----- |
| 1981 | premio Grammy                    | Premio Grammy al Mejor Álbum de Comedia                | No respect                                  | Ganado    |       |
| 1987 | Premio de comedia estadounidense | El actor más divertido en una película (rol principal) | De vuelta a la escuela                      | Nominado  |       |
| 1987 | MTV Video Music Award            | El mejor video de una película                         | "Torcer y gritar" (de regreso a la escuela) | Nominado  |       |
| 1995 | Premio de comedia estadounidense | Premio al Logro Creativo                               |                                             | Ganado    |       |
| 2002 | paseo de la Fama de Hollywood    |                                                        |                                             | Ganado    |       |
| 2003 | Premios Commie                   | Premio a la Trayectoria                                |                                             | Ganado    |       |